# Шимон Перес
Шимон Перес (хебр. שמעון פרס, арап. شمعون بيريز‎); Вишњево, Белорусија, 16. август 1923 — Тел Авив, Израел, 28. септембар 2016) био је израелски политичар и 9. по реду председник Израела.
Рођен је као Симон Перски (пољ. Szymon Perski). Године 1934. с породицом је емигрирао у Израел. Био је члан Лабуристичке странке до 2005. године. Био је осми по реду премијер Израела, и то у два мандата, 1984-1986, и 1995-1996, затим министар иностраних послова Израела, 2001-2002, и заменик премијера коалиционе владе под Аријелом Шароном почетком 2005. године. 
Године 1994. Перес је добио Нобелову награду за мир заједно с Јицаком Рабином и Јасером Арафатом, за њихове напоре у успостављању мира која су резултовала споразумом у Ослу. Перес никада није освојио националне изборе, иако је у више наврата био први човек Лабуристичке странке. Недавно је напустио Лабуристе и дао подршку Кадими, новооснованој странци Аријела Шарона.
Перес је изабран у другом кругу гласања, 2007. године, у Кнесету. Његов претходник, Моше Кацав, прво је суспендован, а затим је поднео оставку на председничку дужност. Преминуо је 28. септембра 2016. године од последица можданог удара.